# Oecobius isolatoides
Espèce
Oecobius isolatoides est une espèce d'araignées aranéomorphes de la famille des Oecobiidae.

## Distribution
Cette espèce se rencontre aux États-Unis en Arizona et au Mexique au Sonora et au Sinaloa,.

## Description
La femelle holotype mesure 2,04 mm et le mâle paratype 1,82 mm.

## Publication originale
- Shear, 1970 : The spider family Oecobiidae in North America, Mexico, and the West Indies. Bulletin of the Museum of Comparative Zoology, vol. 140, no 4, p. 129-164 (texte intégral).